# Maigret et les Vieillards
Maigret et les Vieillards est un roman policier de Georges Simenon publié en 1960. Il fait partie de la série des Maigret. Son écriture s'est déroulée entre les 15 et 21 juin 1960 à Noland, Echandens (canton de Vaud), Suisse.

## Personnages principaux
- Comte Armand de Saint-Hilaire : la victime, ancien ambassadeur, célibataire. 77 ans.
- Princesse Isabelle de V…, dite « Isi » : fille du duc de S…, épouse, puis veuve du prince Hubert, 72 ans.
- Jaquette Larrieu : gouvernante de Saint-Hilaire, 73 ans.
- Alain Mazeron : neveu de Saint-Hilaire, séparé de sa femme, antiquaire.
- Prince Philippe de V… : fils d’Isabelle et Hubert, 45 ans.

## Résumé
Le récit comporte huit chapitres.
Le comte Armand de Saint-Hilaire vit avec sa gouvernante, Jaquette Larrieu, dans sa paisible maison natale de la rue Saint-Dominique. Depuis cinquante ans, un amour platonique, presque mystique, le lie à Isabelle, fille du duc de S..., devenue par un mariage de raison princesse de V... Le mari octogénaire de celle-ci vient de mourir, de sorte qu'elle va pouvoir enfin épouser celui qui, cinquante ans plus tôt, a renoncé à elle faute d'argent, mais avec lequel elle a échangé quotidiennement, depuis sa jeunesse, une volumineuse correspondance. Or, trois jours après le décès du prince de V..., Jaquette Larrieu trouve Saint-Hilaire tué de plusieurs balles dans son bureau.
Durant l'enquête, Maigret est en proie à un profond malaise : les vieillards aristocratiques dont il doit s'occuper semblent évoluer dans un monde particulier, à la fois irréel et intemporel, où le commissaire n'arrive pas à s'intégrer. En tout cas, ni le vol, ni la politique ne sont les mobiles du meurtre.
À contrecœur, Maigret ne peut que porter ses soupçons sur Jaquette. il est certain en effet que cette dernière a utilisé récemment une arme à feu. La vieille gouvernante n'aurait-elle pas été jalouse de voir s'introduire une autre femme entre son maître et elle ? Arrêtée, Jaquette s'enferme longtemps dans le mutisme le plus complet, puis demande à voir son confesseur. Son vœu est exaucé et le prêtre, autre octogénaire, lui conseille de dire toute la vérité. Depuis quelque temps, Saint-Hilaire se croyait atteint d'une maladie incurable, malgré l'avis contraire de son médecin : il n'a pas voulu qu'Isabelle, devenue sa femme, ne connaisse de lui « que les misères d'un corps usé » et malade. Il s'est donc suicidé afin de ne pas ternir un amour éthéré qu'aucune contingence n'avait troublé pendant cinquante ans. Jaquette, en découvrant le corps, a eu soudain peur que l'Église refuse à son maître une sépulture chrétienne ; elle a alors tiré sur le mort et simulé un meurtre.

## Aspects particuliers du roman
Perdu au milieu de « personnages surgis d’un autre siècle », Maigret s’inquiète, car tous les suspects vivent de façon candide et paraissent innocents. Il éprouve un intense soulagement en apprenant le suicide de celui qu’on avait cru assassiné : il ne devra inculper aucun des vieillards débonnaires qui peuplent le roman.

## Espace
Paris (principalement rue Saint-Dominique, rue de Varenne, rue Jacob, rue de la Pompe).

## Temps
Époque contemporaine ; l’enquête dure deux jours et se déroule en mai.

## Éditions
- Prépublication en feuilleton dans le quotidien Le Figaro, no 5009-5030, du 11 octobre au 4 novembre 1960
- Édition originale : Presses de la Cité, 1960
- « Tout Simenon », tome 10, éd. France Loisirs, 1990, pages 627 à 726  (ISBN 2-7242-6094-5), réédité chez éd. Omnibus, 2002  (ISBN 978-2-258-06051-7).
- Livre de Poche, no 31107, 2008  (ISBN 978-2-253-12520-4)
- Tout Maigret, tome 7, Omnibus, 2019  (ISBN 978-2-258-15048-5)

## Adaptations
- Sous le titre Voices From The Past, téléfilm anglais de Gerard Glaister avec Rupert Davies, diffusé en 1962 ;
- Sous le titre Maigret et l'Ambassadeur, téléfilm français de Stéphane Bertin avec Jean Richard, diffusé en 1980 ;
- Sous le titre Maigret et la Princesse, téléfilm français de Laurent Heynemann avec Bruno Cremer, diffusé en 2003.
- Sous le titre Maigret et le Mort amoureux, film franco-belge de Pascal Bonitzer avec Denis Podalydès, prévu en 2026.